# KDStV Winfridia (Breslau) Münster
Die Katholische Deutsche Studentenverbindung Winfridia Breslau Münster (KDStV Winfridia (Breslau) Münster) ist eine 1856 in Breslau gegründete nichtschlagende katholische Studentenverbindung. Sie ist eines der beiden Gründungsmitglieder des Cartellverbandes der katholischen deutschen Studentenverbindungen. Seit 1948 ist die Winfridia in Münster ansässig.

## Geschichte

### Vorgeschichte
Die Vorgeschichte der Winfridia beginnt im Jahr 1849, als unter dem Vorsitz des Theologiestudenten Augustin Swientek in Breslau ein Leseverein Katholischer Studenten gegründet wurde. Dieser Verein sollte der Abkehr vom Glauben entgegenwirken, der katholischen Sache den Rücken stärken und bestand zunächst ausschließlich aus Studenten der katholischen Theologie. 1851 öffnete sich der Verein dann aber auch für Studenten anderer Fakultäten.

### Gründung in Breslau
Um in der studentischen Selbstverwaltung der damaligen Zeit die gleiche Stellung wie Corps und Burschenschaften einnehmen zu können, stellte 1856 der Ordner des Vereins, Ferdinand Speil, den Antrag, den Verein in Winfridia umzubenennen und Farben anzulegen. Dieser Antrag wurde dann mit überwältigender Mehrheit angenommen und es wurden die Farben grün-weiß-gold ausgewählt. Der neue Name des Vereins wurde vom Schutzpatron der Deutschen, dem heiligen Winfrid oder auch Bonifatius genannt, abgeleitet.

### Gründung des Cartellverbandes
Die so entstandene Verbindung nahm sofort Kontakte zur fünf Jahre älteren Aenania München auf. Das Angebot der Winfridia, ein Cartellverhältnis mit der Aenania einzugehen, wurde durch ein Schreiben vom 6. Dezember 1856 angenommen, so dass dieser Tag seither als Gründungstag des Cartellverbandes der katholischen deutschen Studentenverbindungen (CV) gilt.

### Die ersten Jahre

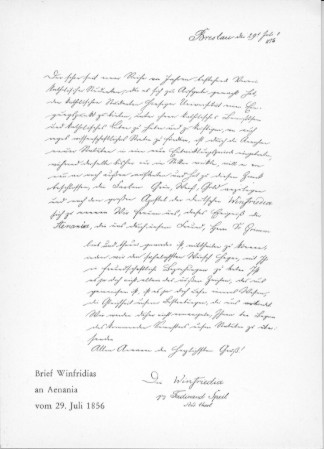
Cartellvertrag zwischen Aenania München und Winfridia Breslau

1861 änderte Winfridia ihre Verbindungsfarben, die bis dahin mit den Farben der Aenania identisch waren, aus praktischen Gründen in die heute noch gültigen Farben grün-rot-gold um. 1863 wurde ein Korrespondenzverhältnis mit dem Katholischen Leseverein Berlin und 1864 Cartellverhältnisse mit der AV Guestfalia Tübingen und der AV Austria Innsbruck eingegangen. Von 1864 bis 1865 war die Winfridia Breslau Mitglied im Würzburger Bund. 1867 beteiligten sich viele katholische Verbindungen an der Sammlung des Peterspfennigs, wobei Winfridia eine führende Stellung einnahm. Als Dank erhielt die Verbindung von Papst Pius IX. eine Reliquie des Heiligen Bonifatius.
Die Mitgliederzahl der Verbindung wuchs rasch an, und so wurde es bereits 1900 notwendig, eine Tochterverbindung zu gründen, die Rheno-Palatia Breslau, die ihren heutigen Sitz in Mainz hat. Nur vier Jahre später musste eine zweite Tochterverbindung gegründet werden, die Salia Breslau. Sie wurde nach dem Krieg in Köln ansässig und fusionierte später mit der Rheinland Köln.
Zur gleichen Zeit beschloss man, der Verbindung mit einem eigenen Haus eine neue und repräsentative Heimstatt zu geben. Daher kaufte man das Grundstück Basteigasse 6 und baute darauf das bis 1910 fertiggestellte Verbindungshaus, welches „Bastei“ genannt wurde. Damit der Cartellverband auch an der neu gegründeten Technischen Hochschule vertreten war, wurde eine weitere CV-Verbindung in Breslau gegründet, die Marchia Breslau mit heutigem Sitz in Aachen.
Nach dem Ersten Weltkrieg wurde das Verbindungsleben unter den Einflüssen der Jugendbewegung grundlegend reformiert. 1924 wurde die Cartellversammlung unter dem Vorort Winfridiae in Breslau begangen. In diesem Jahr wurde auch die vierte und letzte Tochterverbindung gegründet, die Greiffenstein Breslau, die heute ihren Sitz in Frankfurt am Main hat. Zwei Jahre später übernahm Winfridia noch die Patenschaft über die Nordgau Prag (heute Koblenz). Mit etwa 700 Alten Herren und 150 Studierenden war Winfridia 1931 eine der größten deutschen Verbindungen überhaupt.

### Die Zeit des Nationalsozialismus
Mit der Machtübernahme durch die Nationalsozialisten wurde das Fortbestehen der Verbindung immer schwieriger. Als 1934 die Auflösung aller religiösen Verbände verfügt wurde, beschloss Winfridia, das Wort katholisch zwar aus dem Namen zu streichen, aber dennoch intern die Verpflichtung zum Katholizitätsprinzip beizubehalten. Bis 1936 konnte die Aktivitas weiterbestehen, wenn auch unter großen Schwierigkeiten. So wurden geheime Zusammenkünfte auf dem Haus offiziell als „italienische Sprachkurse“ getarnt.
Als der Hausangestellte als Spitzel der Gestapo enttarnt wurde, beschloss man, nur noch Söhne von Bundesbrüdern zu rezipieren. Schließlich wurden aber nur noch Mitglieder von NS-Organisationen zum Studium zugelassen, womit es der Verbindung nicht mehr möglich war, an Nachwuchs zu gelangen. Im Sommersemester musste sich die Aktivitas daher unter staatlichem Zwang auflösen.
Der Verbindungsbetrieb, soweit er noch bestand, wurde durch den Altherrenverband weitergeführt. Im Jahr 1938 wurde durch einen Erlass Himmlers auch der CV-Altherrenbund aufgelöst. Der Altherrenverband Winfridiae konnte seiner Auflösung jedoch entgehen. Das für 1938 geplante Studienerinnerungsfest wurde von der Gestapo abgebrochen, wobei die Fahnen der Verbindung sowie die Kasse beschlagnahmt und das Haus besetzt wurden.
In der Folgezeit wurde das Haus an einen Bundesbruder verkauft, um es vor dem Zugriff durch NS-Organisationen zu schützen. Der Verbindung war es danach noch bedingt möglich, das Haus zu nutzen. Am 14. Februar 1945 trafen sich etwa zehn Bundesbrüder, die in der Festung Breslau verblieben waren, letztmals auf der Bastei. Ostern 1945 wurde das Haus bei einem großen Bombenangriff auf Breslau völlig zerstört. Bis zum Juni 1946 fanden noch einige Treffen von Winfriden in der Pfarrei St. Matthias statt. Im Oktober 1947 wurde dann der letzte Winfride von den polnischen Behörden aus Breslau ausgewiesen.

### Wiederbegründung in Münster

Couleurkarte der KDStV Winfridia (Breslau) Münster

Zu diesem Zeitpunkt wurden schon die ersten Schritte unternommen, um Winfridia wieder aufleben zu lassen. Besonders Georg Mende trieb die Wiederbegründung der Verbindung voran. Er war bis 1933 Bürgermeister von Castrop-Rauxel und wurde dann von den Nationalsozialisten seines Amtes enthoben. Er gehörte 1925 zu den Gründern des Winfridenzirkels Westmark und war auch dessen Vorsitzender. So war es für ihn selbstverständlich, den vertriebenen Bundesbrüdern zu helfen.
Vor dem Krieg waren 90 % aller Winfriden im Osten ansässig. Daher mussten sich viele Winfriden nach ihrer Vertreibung vorrangig um die Gründung einer neuen Existenz sorgen. In dieser Situation führte Georg Mende ca. 200 Bundesbrüder wieder zusammen und organisierte eine soziale Betreuung für in Not geratene Winfriden. Besonders hilfreich waren hierbei auch Vogel und Wachsmann, die nach der Vertreibung in Emsdetten und Coesfeld ansässig waren. Der Cartellverband betrieb als Verband seine Wiederbegründung seit 1946 in den drei Westzonen. Für alle Verbindungen, die sich noch nicht wiederbegründet hatten, wurden Interessenvertreter bereitgestellt. Für Winfridia nahm diese Aufgabe Georg Mende wahr und vertrat sie auf der ersten Versammlung für die britische Zone im Mai 1947 in Dortmund.
Nach sorgfältiger Vorbereitung trafen sich am Bonifatiustag im Juni 1948 etwa 60 Alte Herren in Münster, etwa 70 weitere Alte Herren sandten Grußadressen an diese Versammlung. Dort wurde festgestellt, dass der Altherrenverband trotz des Verbotes nie rechtskräftig aufgelöst worden war und somit noch weiter bestünde. Weiterhin wurde die Wiederbegründung der aktiven Verbindung beschlossen und der vorläufige Vorstand bestätigt.
Zunächst war beabsichtigt, die Verbindung in Hamburg wiederzubegründen, da dort acht Alte Herren ihre Unterstützung zugesagt hatten. Da sich aber die Wiking Hamburg dort bereits wiederbegründet hatte, nahm man von diesem Plan Abstand. Die Möglichkeit, sich zusammen mit der Alemannia Greifswald in Münster wiederzubegründen zerschlug sich, als bekannt wurde, dass diese ihre Wiederbegründung unter dem Namen Waterkant schon alleine eingeleitet hatte. So beschloss der Vorstand nun eine eigenständige Wiederbegründung in Münster. Nachdem der Cartellverband und die örtlichen Verbindungen dem zugestimmt hatten, konnte die offizielle Wiederbegründung der Verbindung für den 6. Dezember 1948 vorbereitet werden.
Auf dem Convent, der unmittelbar vor der Publikationsfeier stattfand, konnte mit dem Jurastudenten Gerd Sander die erste Neuaufnahme verzeichnet werden. Die Chargen der aktiven Verbindung wurden aber noch von Alten Herren besetzt, die sich zwischenzeitlich im Münsterland angesiedelt hatten. Senior wurde Ruhnau aus Beckum und Fuchsmajor Kaps aus Havixbeck. Dieser erreichte durch zähe Verhandlungen mit dem münsterschen Klerus, dass Winfridia als einzige Verbindung im Münster pro Semester bis zu drei ostdeutsche Theologiestudenten aufnehmen durfte.

Couleurkarte der KDStV. Winfridia (Breslau) Münster

Am Abend des 6. Dezembers fand die Publikations- und Wiederbegründungsfeier im Neubrückenhof statt. Die Genehmigung der britischen Militärregierung wurde durch Vermittlung von Lorenz Kardinal Jaeger im März 1949 erreicht. Im gleichen Monat genehmigte auch der Rektor der Westfälischen Wilhelms-Universität die Verbindung, jedoch unter der Auflage, dass sich die neue Verbindung Winfridia-Wratislavia nennt. Das erste Semester endete mit 16 Neuaufnahmen, der Altherrenverband zählte zu diesem Zeitpunkt bereits wieder 380 Mitglieder.
Auf dem 93. Stiftungsfest zu Pfingsten 1949 konnten alle Chargenämter an die jungen Aktiven übergeben werden. Nachdem sich durch Zufall herausgestellt hatte, dass die 1938 von der Gestapo beschlagnahmten Fahnen nach Würzburg geschafft worden waren, bemühte man sich erfolgreich um deren Rückführung.
Die Verbindung litt nun unter dem Problem, weder über ein Haus noch eine Konstante zu verfügen. 1954 gelang es, eine Etage über der Gilde-Stube, Neubrückenstraße 73, anzumieten und so eine neue Heimstatt zu erlangen. Zwei Jahre später konnte im festlichen Rahmen das 100. Stiftungsfest im Münster gefeiert werden.
1959 bot sich die Gelegenheit, das Haus Bergstr. 73 von der Innungskrankenkasse zu kaufen. Unter großen finanziellen Anstrengungen wurde es für die Belange der Verbindung umgebaut und konnte zum 105. Stiftungsfest 1961 feierlich eingeweiht werden. Das 125. Stiftungsfest 1981 zeigte deutlich die gefestigte Position, die die Winfridia in Münster erlangt hat. 1991 erhielt die Verbindung wieder eine neue Bonifatius-Reliquie als Ersatz für die im Krieg verlorene Reliquie von 1867. Sie befindet sich seither als Leihgabe im Dom.
1993 wurde das Verbindungshaus in der Bergstraße großzügig renoviert und konnte im April 1994 feierlich wieder in Gebrauch genommen werden. 1998 wurde der 50. Jahrestag der Wiederbegründung in Münster gefeiert. Die Verbindung umfasst zurzeit etwa 40 Studierende und 470 Alte Herren.
Die Winfridia stellte zusammen mit der Aenania München im Jahr 2005/06 aus Anlass des 150-jährigen Jubiläums den Vorort des Cartellverbandes. Am Pfingstwochenende 2006 feierte die Winfridia ihr 150. Stiftungsfest.
Die Winfridia führte insgesamt sechsmal den Vorort des Cartellverbandes: 1876/1877, 1891/1892, 1899/1900, 1923/1925, 1973/1974 und 2005/2006 und stellte zweimal den Altherrenbundvorsitz des Cartellverbandes: von 1909 bis 1930 mit Felix Porsch und von 1963 bis 1968 mit Walther Gase.
Die Winfridia (Breslau) Münster hat die Nummer 2 in der verbandsinternen Reihenfolge der Cartellverbindungen. Die offizielle Abkürzung ist Wf.

## Ziele und Prinzipien
Seit ihrer Gründung gelten für die Winfridia drei Prinzipien, welche die tragenden Säulen des Verbindungslebens sein sollen: religio, scientia und amicitia.
- Religio meint das gemeinsam gelebte Bekenntnis zur römisch-katholischen Kirche.
- Das Prinzip scientia soll die Mitglieder daran erinnern, in ihren Studiengängen spezifische wissenschaftliche Kenntnisse zu erlangen und darüber hinaus auch im Dialog untereinander die Allgemeinbildung zu fördern.
- Amicitia versteht sich als freundschaftlicher Zusammenhalt im Sinne eines Lebensbundes, der auf gegenseitiger Anteilnahme auch zwischen den verschiedenen Generationen beruht.

Weiterhin hat die Winfridia auch das Prinzip patria. Denselben Prinzipien ist der Cartellverband der katholischen deutschen Studentenverbindungen, kurz CV, verpflichtet, welcher von der Aenania gemeinsam mit der Winfridia 1856 gegründet wurde. Entsprechend ihrem Wahlspruch ist die Winfridia keiner politischen Partei verpflichtet.

## Couleur, Wahlspruch und Zirkel

### Couleur

Zirkel

Die Verbindung trägt die Farben grün-rot-gold. Die Fuxenfarben sind grün-gold-grün. Kopfcouleur ist eine grüne Hinterhauptcouleur. Das Band der KDStV Winfridia wird von der rechten Schulter zur linken Hüfte getragen. Eine Ausnahme bildet das mit den Worten "pro meritis" bestickte Ehrenband, welches an verdiente Mitglieder verliehen wird. Dieses wird zusätzlich zum normalen Band von der linken Schulter zur rechten Hüfte getragen. Als seltene und besondere Auszeichnung für Bundesbrüder, die bereits das "pro meritis"-Band tragen und sich weiterhin außerordentlich für die Verbindung eingesetzt haben, wird eine gold bestickte Hinterhauptcouleur verliehen.

### Wahlspruch
Der Wahlspruch der Winfridia-Breslau zu Münster ist Frisch, Frei, Fromm!

### Zirkel
Der Winfridenzirkel ist ein couleurstudentisches Monogram von vier Buchstaben, V, C, F, W, und einem Rufzeichen. Diese Buchstaben stehen für den lateinischen Spruch Vivat, crescat floreatque Winfridia!(dt. "Winfridia lebe, wachse und gedeihe!"). Eine andere Deutung lautet lat. Vivat circulus fratrum Winfridiae! (dt. "Es lebe der Kreis der Brüder der Winfridia!"). Das Ausrufezeichen steht für lat. in aeternum und bedeutet, dass die Verbindung einen aktiven Teil hat.

## Bekannte Mitglieder
- Karl Augustin (1847–1919), Weihbischof in Breslau
- Valentin von Ballestrem (1860–1920), Montan-Industrieller und Politiker (Zentrum), Mitglied des preußischen Herrenhauses
- Konrad Beyerle (1872–1933), Staatsrechtler, Rechtshistoriker und Politiker
- Bruno Binnebesel (1902–1944), katholischer Geistlicher und NS-Opfer (hingerichtet im Zuchthaus Brandenburg)
- Heinrich Brüning (1885–1970), Reichskanzler des Deutschen Reichs (1930–1932)
- Wilhelm Cuno (1876–1933), Reichskanzler des Deutschen Reichs (1922–1923)
- Godehard Josef Ebers (1880–1958), deutsch-österreichischer Rechtswissenschaftler, Mitglied des österreichischen Verfassungsgerichtshofs
- Hanns-Christoph Eiden (* 1956), Jurist, Präsident der Bundesanstalt für Landwirtschaft und Ernährung.
- Joseph Faltin (1852–1933), Jurist, Mitglied des Deutschen Reichstags und des Preußischen Abgeordnetenhauses
- Thomas Flammer (* 1975), Römisch-katholischer Theologe.
- Franz Georg Friemel (* 1930), Pastoraltheologe
- Walther Gase (1901–1991), Jurist und Verwaltungsbeamter
- Max Gerenkamp (* 1984), Vorsitzender des Hausbauvereins
- Joseph Glowatzki (1847–1936), katholischer Geistlicher und Mitglied des Deutschen Reichstags und des Preußischen Abgeordnetenhauses und des Preußischen Landtags
- Marian Heitger (1927–2012), Erziehungswissenschaftler
- Alfred Herrmann (1879–1960), Historiker, Mitglied der Weimarer Nationalversammlung
- Klaus Hornig (1907–1997), Polizeioffizier und KZ-Opfer, verweigerte den Erschießungsbefehl gegen Kriegsgefangene
- Ernst Jacobi (1867–1946), Jurist
- Heinrich Janssen (1932–2021), Weihbischof im Bistum Münster
- Paul Albert Katscherowski (1891–1939), Priester und Märtyrer, wegen einer Predigt vor polnischen Kriegsgefangenen von Nazis zusammengeschlagen und verstorben; Seligsprechungsprozess eingeleitet
- Paul Kollibay (1863–1919), Ornithologe und Rechtsanwalt
- Hans Kroll (1898–1967), Diplomat, Botschafter in Belgrad, Tokio und Moskau (1953–1962)
- Lothar Lahn (1921–1994), Diplomat, Botschafter in Kairo, Santiago de Chile, Madrid und Rom
- Hans Lukaschek (1885–1960), Politiker, Vertriebenenminister der BRD
- Otfried Müller (1907–1986), Professor für Dogmatik in Königstein, München-Freising und Erfurt, Konzilsteilnehmer
- Bernhard Nadbyl (1846–1921), Mitglied des Deutschen Reichstags und Preußischen Abgeordnetenhauses
- Georg Niffka (1898–1975), Sportjournalist und -funktionär, SS-Führer
- Paul Theodor Oldenkott (* 1934), Professor für Neurochirurgie, Statthalter der Deutschen Statthalterei des Ritterordens vom Heiligen Grab zu Jerusalem (1999–2006)
- Bernhard Patzak (1873–1933), Kunsthistoriker und Hochschullehrer
- Christian Schulze Pellengahr (* 1975), Landrat des Kreises Coesfeld
- Johann-Christian Pielow (1957), deutscher Rechtswissenschaftler
- Felix Porsch (1853–1930), Geheimer Justizrat, Vizepräsident des Preußischen Landtages
- Bernhard Poschmann (1878–1955), Theologe, Rektor der Universität Breslau, Wegbereiter des II. Vatikanischen Konzils
- Friedrich August Georg von Sachsen (1893–1943), Kronprinz von Sachsen
- Friedrich Christian von Sachsen (1893–1968), Chef des Hauses Wettin
- Albert Scharf (1934–2021), deutscher Medienmanager und Intendant des Bayerischen Rundfunks.
- Bernhard Schneeberger (1945–2015), Musikwissenschaftler und Geschäftsmann
- Artur Schneider (1876–1945), Philosoph
- Hans Schulte-Nölke (* 1963), Rechtswissenschaftler
- Thomas Schwartz (* 1964), Priester, Honorarprofessor, Autor, Verleger und Fernsehmoderator
- Max Sdralek (1855–1913), Kirchenhistoriker
- Franz Xaver Seppelt (1883–1956), Priester, Universitätsprofessor, Kirchenhistoriker
- Carl Ulitzka (1873–1953), katholischer Geistlicher und Zentrums-Politiker
- Ludwig Windthorst (1812–1891), königl. Staatsminister, Mitglied des Deutschen Reichstags und Preußischen Abgeordnetenhauses, Vorsitzender der katholischen Zentrumspartei
- Norbert Winkeljohann (* 1957), deutscher Wirtschaftswissenschaftler, Mitglied der Aufsichtsräte der Bayer AG[5] und der Deutschen Bank AG[6]
- Hubert Wolf (* 1959), Professor für Kirchengeschichte an der Universität Münster
- Paul Ziemiak (* 1985), Mitglied des Bundestags, ehem. Generalsekretär der CDU